# Шеване
Шеване (фр. Chevannay) насеље је и општина у источном делу централне Француске у региону Бургоња, у департману Златна обала која припада префектури Монбар.
По подацима из 2011. године у општини је живело 53 становника, а густина насељености је износила 7,4 становника/km². Општина се простире на површини од 7,16 km². Налази се на средњој надморској висини од 492 метара (максималној 533 m, а минималној 345 m).

## Демографија
| 1962. | 1968. | 1975. | 1982. | 1990. | 1999. | 2011. |
| ----- | ----- | ----- | ----- | ----- | ----- | ----- |
| 46    | 52    | 39    | 40    | 41    | 46    | 53    |

График промене броја становника у току последњих година